# De Gouden Vrouw
 De Gouden Vrouw  is het 20ste stripverhaal van Nero. De eerste negen klassieke avonturen verschenen onder de titel De avonturen van detective Van Zwam. Dit album verscheen onder de definitieve titel De avonturen van Nero & Co die tot het laatste album gebruikt zal worden. De reeks wordt getekend door striptekenaar Marc Sleen. Het Volk publiceerde voorpublicaties tussen 9 april 1954 en 26 augustus 1954. Het verhaal verscheen in oktober 1954 in album en in 1963 en 1981 verschenen er twee herdrukken met telkens een andere cover.
Het verhaal is het vervolg op De Hoorn des Overvloeds.

## Hoofdrollen
- Nero
- Madam Pheip
- Meneer Pheip
- Petoetje
- Petatje
- Huno, Heuno en Hano
- Sophie, het rendier
- Koning Antihoop
- Fideelke de robot

## Plot
Sinds het vorige album is Madam Pheip nog altijd een gouden beeld en bevindt zich bij de Marokkaanse douane. Meneer Pheip eist dat Nero haar terughaalt, maar Nero is druk bezig met allerlei uitvindingen. Zo vindt hij een straalmotor met helm uit waarmee je door de lucht kan vliegen en Fideelke, een pratende robot, die echter hapert en steeds: "Nero is een crac....Nero is een...krak!" zegt en eeuwig blijft verder wandelen. Uiteindelijk besluit Nero voor 100.000 frank Madam Pheip terug te halen. Via Fortuna verneemt hij dat haar gouden gestalte gekocht is door een schatrijke Amerikaan (Joseph McCarthy) en er maar één manier is om haar weer normaal te laten worden. Ze moet in Papland twee dagen met haar rug tegen de Awe-Ewe-rots gezet worden. Nero besluit hierop naar de VS te vertrekken, maar wanneer hij van Fortuna een pakje snuif met voorspellende gaven krijgt opgestuurd, stelt hij zijn vertrek met een dag uit omdat hun vliegtuig die avond zal neerstorten (wat inderdaad gebeurt). Petoetje is inmiddels met zijn straalmotor op de rug al naar de VS gevlogen. Nero neemt dan maar Petatje mee. Tijdens hun vlucht komen ze Petoetje in de lucht tegen, maar die stort ineens neer. Terneergeslagen vinden Nero en Petatje echter wel het adres van de Amerikaan en stelen Madam Pheip uit het huis. Ze kopen een contrabaskist om het beeld in te stoppen en zo ongemerkt verder te reizen. Tijdens een vrachtwagenrit valt het ding terwijl Nero en Petatje achterin slapen op de snelweg en wordt gevonden door een oude goudzoeker die Madam Pheip besluit om te smelten. Nero en Petatje kunnen hem nog net tegenhouden, maar de man bedreigt hen met een geweer. Net op dat moment stort Petoetje door het dak en schakelt de man uit. Herenigd besluiten Nero en co een schip naar Papland te nemen. Aan boord wordt Madam Pheip per ongeluk met bloem bedekt waardoor ze er helemaal wit uitziet. Het voordeel is dat niemand nog kan zien dat ze van goud is, het nadeel is dat de kapitein en scheepsdokter denken dat ze overleden is. Ze willen haar in de oceaan gooien, maar Petoetje houdt hen tegen. Omdat de kapitein en scheepsdokter veronderstellen dat ze gek zijn geworden, neemt Nero hun taken over.
In Papland worden Nero en co afgeluisterd door Huno, Heuno en Hano, de drie belangrijkste ministers uit de Paplandse regering. Als ze horen dat Nero en co op weg zijn naar de Awe-Ewe-rots besluiten ze er alles aan te doen om hen tegen te houden. Huno probeert hen om het leven te brengen door hun treinwagon te ontkoppelen, maar Nero, Petoetje en Petatje duwen de wagon terug van een helling naar beneden zodat ze terug op de trein aangesloten zitten. Na een tweede poging om de laatste wagon af te koppelen blijken Nero en co gewoon in een andere wagon te zijn gestapt. Huno stopt hierop een bom in een voedselpakket, maar Nero gooit deze het raam uit. Als het ding ontploft beseft hij dat ze in gevaar zijn en snelt hij Huno achterna. Er volgt een gevecht op het dak van de trein waarbij Nero van de trein valt en Huno met zijn kop tegen de voorkant van een tunnel botst. Petoetje, die alles gezien heeft, vliegt met het straalpak naar Nero toe, maar met hem is alles in orde. Wel is Petatje met Madam Pheip op de trein achtergebleven en moeten ze haar terugvinden.
Nero en Petoetje vinden hen terug in het eindstation waar Petatje stijfbevroren nog steeds staat te wachten. Nero en Petoetje gaan het gebouw binnen waar niemand meer aanwezig is, gezien het midzomernacht is en er dus zes maanden lang "geen levende ziel" te bekennen is. Petatje wordt op een kachel ontdooid en er komt een rendier de hut binnen, waarmee Nero en co anderendaags naar de Ave-Ewe-rots trekken. Heuno en Hano, die inmiddels vernomen hebben dat hun broer gefaald is in zijn opdracht, proberen Nero en co in de buurt van de rots vanuit hun straaljager te beschieten. Nero, Petoetje en Petatje ontdekken dat er een geheime gang in de rots is en gaan naar binnen om te schuilen voor de kogelregen. In de rots ontdekken ze een grote schat en nadat ze Heuno in een kist hebben opgesloten, vernemen ze dat die al jaren alle schatten van de koning van Papland steelt en in de rots onderbrengt. Nero en co wandelen weer naar buiten, waar ze verrast worden door Hano die hen wil doodschieten, maar hij wordt door Sophie, het rendier, tegen een rots geschopt. Hano wordt ook in de kist opgesloten, maar Nero laat hem weer vrij als hij belooft dat hij hun vliegtuig aan hel zal tonen. Even dreigt Hano hen te zullen neerknallen, maar Petoetje liegt dat hij de kogels uit het wapen heeft gehaald en Hano klimt uit angst weer de kist in. Nero, Petoetje en Petatje besluiten daarna vlakbij de nacht door te brengen.
's Anderendaags wordt Madam Pheip eindelijk wakker en is ze niet langer van goud. Ze denkt echter dat ze droomt en besluit met Sophie een ritje te maken. Als Nero, Petoetje en Petatje wakker worden zoeken ze de omgeving af, maar in plaats van Madam Pheip vinden ze het vliegtuig terug. Nero laat Petoetje, Petatje, Heuno en Hano de schatkisten naar het toestel dragen en zoekt vervolgens met de straaljager opnieuw de omgeving af. Ze storten echter neer boven op een benzinestation en worden ingerekend door de politie als die ontdekken de ministers in de koffers zitten. Nero en de kinderen belanden in de gevangenis. Vanuit hun cel zien ze Madam Pheip op straat lopen. Ze vertellen haar alles en zeggen haar naar de koning van Papland te gaan om hem alles te vertellen. Heuno en Hano houden haar echter tegen en vertellen de koning dat ze gevaarlijk is, waarna ook zij in de cel belandt. Nero en co weten na enkele pogingen echter te ontsnappen en komen in de slaapkamer van de vorst terecht. Nu gelooft de koning hen wel en zeker wanneer Nero de vorst redt van een bomaanslag, gepleegd door Heuno en Hano. Heuno en Hano worden opgesloten en Nero en zijn vrienden door de koning beloond. Uiteindelijk keren Nero, Madam Pheip en de kinderen terug naar België in het gezelschap van de koning van Papland.

## Achtergronden bij het verhaal
- Dit is het eerste vervolgverhaal in de Nero-reeks. Het is niet de eerste keer dat een Nero-album voortbouwt op de gebeurtenissen uit een vorig album. Wel moeten de lezers het vorige album hebben gelezen om de plot te kunnen begrijpen.
- Beo, de beo uit Beo de Verschrikkelijke blijkt in strook 2-38 nog steeds bij Meneer Pheip te wonen.
- Madam Pheip is gekocht door een "rijke Amerikaan" die "senator Jefferson Mac Carthy" heet, een verwijzing naar senator en communistenjager Joseph McCarthy.
- In strook 26 herkennen we opnieuw Jan De Spot, Sleens toenmalige hoofdredacteur en vriend, in een cameo als butler.
- Nero krijgt in strook 27-28 snuif toegestuurd die hem in staat stelt de toekomst te voorspellen. Toekomstvoorspellers keerden nog geregeld terug in de reeks, onder meer in de gedaante van tovenaar Jean-Pierre Stanislas Oroskop (De Brief aan Nasser (1963), De Lowie-Treize Kast (1965)) en Timotheus IV ("De Paarse Futen" (1966-1967)). Adhemar vond in De Juweleneter (1963) de bleekblauwe computer uit: een computer die alles wist, zelfs dingen die nog moesten gebeuren. Ook Nero zelf kon in "De Wallabieten" (1968) via een gele pil de toekomst voorspellen.
- In strook 38 weigert Nero Meneer Pheip mee naar de VS te nemen omdat hij voorspelt dat hij "het land niet zal binnenmogen, wegens anti-Amerikaanse bedrijvigheid." Dit is een verwijzing naar de heksenjacht op communisten door Joseph McCarthy begin jaren 50.
- Nero jaagt in strook 50 een viertal zwarte jazzmuzikanten weg door te zeggen dat hij enkel Bach, Beethoven en Händel speelt.
- Papland is natuurlijk een woordspeling op Lapland. Dit wordt ook duidelijk als we de kledij van de inwoners bekijken en de verwijzingen naar rendieren en de midzomernacht in acht nemen.
- Als Nero en Petoetje in strook 106 neerstorten zegt Nero: "Een Stuka heeft er niets aan!"
- Nero scheldt zijn cipiers in strook 202 uit voor: "Cryptocommunisten" en "Vietnamezen". De Vietnamoorlog was dat jaar net begonnen, zij het nog zuiver tussen Frankrijk en Vietnam, zonder Amerikaanse inmenging.
- Heuno zegt in strook 212 tegen de koning dat hij "al nieuwe diamanten heeft besteld in Antwerpen bij Heiremans en zoon." Een knipoogje naar Jan Heiremans, een kennis van Sleen.
- Het Paplandse vliegtuig wordt in strook 231-234 door een Russische MIG onder vuur genomen.
- Nero wijst de koning in strook 235 op de schoonheid van Vlaanderen en vermeldt hierbij de steden en dorpen Damme, Brugge, Koekelare en Zoetenaaie (woordspeling op Zoutenaaie).
- Koning Antihoop zegt in strook 235 dat hij België zo prachtig vindt dat hij er zich definitief wil vestigen en koning wil worden. Nero stelt hem teleur: "Dat gaat niet majesteit, we hebben er al twee." Een verwijzing naar de koningskwestie, toen vier jaar eerder Leopold III aftrad en Boudewijn koning werd.